# Періс Гілтон
Пе́ріс Ві́тні Гі́лтон (англ. Paris Whitney Hilton МФА: [ˈpærəs ˈwɪtni ˈhɪltən]; нар. 17 лютого 1981, Нью-Йорк) — американська фотомодель, акторка, співачка, благодійниця, світська левиця, спадкоємиця сімейного бізнесу — найбільшої у світі мережі готелів і курортів Hilton.

## Біографія
Народилася 17 лютого 1981 року в Нью-Йорку в сім'ї Річарда «Ріка» Гілтона, бізнесмена, та Кеті Гілтон, світської левиці й колишньої акторки. Є правнучкою Конрада Гілтона, засновника готелів Hilton.
Періс — найстарша дитина в сім'ї. Вона має молодшу сестру Нікі і двох братів — Баррона та Конрада. Періс Гілтон має норвезьке, німецьке, італійське, англійське, ірландське та шотландське коріння. Її сім'я сповідує католицьку віру.

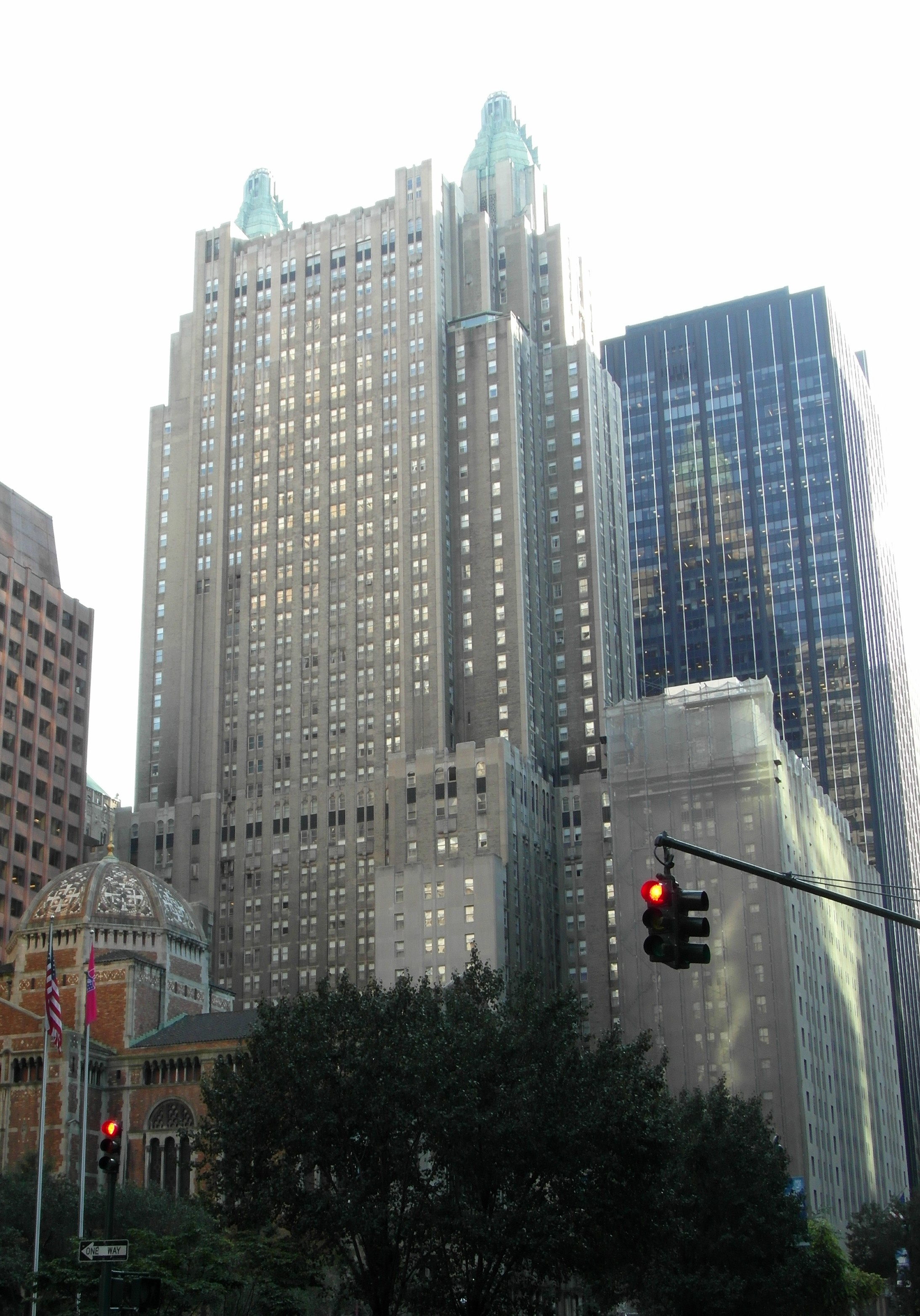
Готель «Вальдорф-Асторія» у Нью-Йорку, де Гілтон провела підліткові роки та почала світське життя

В дитинстві часто переїжджала — жила в Беверлі-Гіллз, в Гемптонс, в номері готелю «Вальдорф-Асторія» на Мангеттені, в нью-йоркському будинку сім'ї. 
Родичі описували її як «бешкетницю», що мріяла стати ветеринаркою. За словами матері, вона збирала гроші, щоб купувати мавп, змій, кіз.
Гілтон виховувалась в дуже «захищеній, консервативній» атмосфері; її батьки були суворими — їй не дозволяли ходити на побачення, носити макіяж та певний одяг або ходити на шкільні танці. Мати записала її на заняття з етикету з ідеєю залучити її до світського середовища. Спершу Періс не хотіла ставати його частиною, оскільки не вважала його «справжнім» чи «природним». 
У коло спілкування сім'ї входили такі особистості, як Лайонел Річі, Дональд Трамп та Майкл Джексон.
У 1996 році Гілтон та її сім'я переїхали з Каліфорнії на Східне узбережжя. У середній школі займалась катанням на ковзанах та хокеєм.
16-літньою батьки відправили Періс в ряд шкіл-інтернатів для емоційно нестійких підлітків. Останнім була школа Прово-Каньйон, де, за її словами, співробітники психологічно та фізично знущалися з неї. У своєму документальному фільмі «This Is Paris» Гілтон та інші колишні учні згадують про насильство, з яким вони зіштовхнулися. Зокрема, вони переховували випадки закривання в одиничній камері, примусового прийому ліків, побиття та душіння. Гілтон знаходилася у школі Прово 11 місяців і вийшла звідти в 1999 році, коли їй виповнилося 18. Після цього вона відвідувала школу Дуайта, а потім кинула навчання через кілька місяців. Пізніше Гілтон все ж отримала атестат про середню освіту.

## Кар'єра

### Кар'єра моделі
У дитинстві Гілтон працювала моделлю на благодійних акціях. Після переїзду до Нью-Йорка в 1996 році вона дебютувала як світська левиця і почала відвідувати нічні клуби та гучні заходи. Оскільки на той час Періс була неповнолітньою, вона отримала підроблений документ посвідчення особи, щоб проходити на події. Її вчинки та нічний спосіб життя незабаром почали привертати увагу місцевих таблоїдів.
У 2000 році Періс Гілтон підписала контракт із модельним агентством Дональда Трампа T Management та стала професійною моделлю. Пізніше вона працювала на інші модельні агенції: Ford Models Management у Нью-Йорку, Models 1 Agency у Лондоні, Nous Model Management у Лос-Анджелесі та Premier Model Management у Лондоні. Гілтон стала з'являтися в рекламі знаменитих брендів, серед яких Iceberg, GUESS, Tommy Hilfiger, Christian Dior та Marciano, та зніматися для глянцевих журналів.

### Кар'єра в кіно та на телебаченні
Першим телевізійним проєктом Гілтон, що приніс їй успіх, стало реаліті-шоу «Просте життя», в якому знялася і її подруга Ніколь Річі  — дочка співака Лайонела Річі. Шоу вийшло на каналі Fox 2 грудня 2003 і мало великий успіх. Сварка Хілтон та Річі стала причиною того, що після трьох сезонів на каналі Fox шоу закрилося. Наступні четвертий та п'ятий сезони вийшли на каналі E!.
Гілтон зіграла кілька другорядних ролей у фільмах «Дев'ять життів» (2002), «Модна мама» (2004), «Будинок воскових фігур» (2005). За роль Пейдж Едвардс у «Будинку воскових фігур» Гілтон отримала премію Teen Choice Awards за найкращий крик і була номінована у категорії «Прорив року».
У 2006 році Гілтон зіграла головні ролі у фільмах «Стильні штучки» та «Блондинка в шоколаді». У 2008 році вийшли фільми «Красуня і потвора», за який Періс отримала 3 премії «Золота малина», та фільм «Ріпо! Генетична опера».

### Музична кар'єра
2004 року Гілтон почала роботу над першим сольним альбомом, що вийшов 22 серпня 2006 року і стартував на 6 місці чарту. Продюсерами альбому вийшли Ґреґ Веллс, Кара Ді Ґуарді, Джейн Відлін та Скотт Строч. 2004 року Гілтон заснувала музичний лейбл Heiress Records..
16 липня 2008 року Гілтон підтвердила, що працює над другим сольним альбомом, продюсером якого є Скотт Строч. Вона сказала, що це буде суто танцювальний альбом, натхненний творчістю Боба Сінклера. Для запису Гілтон встановила професіональну звукозаписну студію в себе вдома. Назву альбому та лейбл ще не вибрано, але вже відомо назви перших п'яти пісень: «Платинова білявка», «Спрага», «Мій найкращий друг назавжди», «Париж для президента» та «Податкова дівчинка», дві з них було видано як синґли восени 2008 року.
У жовтні 2013 року Гілтон випустила сингл Good Time, записаний спільно з репером Лілом Уейном. Кліп на перший сингл з майбутнього другого студійного альбому було випущено 7 жовтня 2013.
14 жовтня 2020 року на аукціоні Tate Ward було виставлено фейковий музичний альбом Періс Гілтон, створений у 2006 році британським графіті-художником Бенксі. Він додав в оригінальний треклист платівки Paris три пародійні пісні та розмістив фальшиві диски у магазинах Великої Британії у кількості 500 штук. Версію Paris від Бенксі було продано на аукціоні за суму 8750 фунтів стерлінгів, а однією з бажаючих придбати диск була сама Гілтон.

### Інші проєкти
Восени 2004 року Гілтон, у співавторстві з Мерл Гінсберг, випустила автобіографію Confessions of Heiress: A Tongue-in-Chic Peek Behind the Pose, за яку отримала 100 000 доларів США. Книга була розгромлена критиками, але попри це стала бестселером. Гілтон брала участь у створенні колекції сумок японської фірми Samantha Thavasa та лінії ювелірних прикрас для інтернет-магазину Amazon.com.
У 2004 році вийшла лінія парфумерії, створена Гілтоном спільно з компанією Parlux Fragrances.
У 2005 році Гілтон уклала договір із мережею нічних клубів Club Paris, які отримали можливість використовувати її ім'я. Перший клуб у місті Орландо, штат Флорида, мав великий успіх, другий клуб було відкрито у місті Джексонвілл, штат Флорида, у липні 2006 року. У січні 2007 року власник клубів Club Paris Фред Каліліан розірвав контракт із Гілтон, внаслідок порушення нею кількох пунктів договору (Гілтон не з'явилася на кілька запланованих рекламних заходів).
2007 року Періс заявила про те, що хоче бути замороженою після своєї смерті. Вона перерахувала велику суму грошей до Інституту Кріоніки для того, щоб вчені майбутнього змогли її воскресити. «Завдяки цьому моє життя може бути продовжене на сотні та тисячі років», — сказала вона.
Була членкинею журі національного конкурсу краси Міс Україна-2011, фінал якого відбувся 11 вересня.

## Особисте життя
Особисте життя Періс Гілтон завжди привертало велику увагу ЗМІ. Наприклад, у 2000 році вона привернула увагу таблоїдів, коли її та актора Леонардо Ді Капріо бачили разом на нічній трасі Нью-Йорка. Тоді вона дала своє перше інтерв'ю журналу Vanity Fair, у якому заперечувала свою причетність. 
У 2000 році вона зустрічалася з актором Едвардом Ферлонгом. У тому ж році Гілтон зустрічалася з Ріком Саломоном, колишнім чоловіком Памели Андерсон. Через три роки після того, як пара розлучилася, в Інтернеті з'явилося «домашнє відео» за участю Гілтон та Саломона. У червні 2004 року відео було випущено на DVD під назвою "Одна ніч у Періс". Гілтон подала позов на Саломона, намагаючись заборонити вихід плівки, але 2005 року позов було врегульовано у позасудовому порядку. Повідомляється, що Саломон мав виплатити Гілтон 400 000 доларів, які вона своєю чергою збиралася направити на благодійність. У цьому ж році фільм отримав три нагороди престижної порноакадемії AVN Awards. У 2006 році в інтерв'ю журналу GQ Гілтон заявляла, що не отримала від Саломона ні цента і що він повинен усі гроші від фільму віддати на допомогу жертвам сексуального насильства чи кудись ще.
З 2002 по 2003 Періс Гілтон була заручена з Джейсоном Шо. Вони залишаються друзями.
У 2003 - 2004 роках вона зустрічалася зі співаком Ніком Картером. 
У грудні 2004 року Гілтон почала зустрічатися з грецьким спадкоємцем, Перісом Латсісом, вони заручилися через сім місяців. Однак у листопаді 2005 року скасували майбутнє весілля. 
З грудня 2005 року до березня 2007 року вона була у відносинах з грецьким спадкоємцем Ставросом Ніархосом.
З лютого по листопад 2008 року Гілтон зустрічалася з гітаристом групи Good Charlotte, Бенджі Медден. 
Згодом були відносини із зіркою серіалу Дугом Рейнхардтом, але у квітні 2010 року вони розлучилися, після чого вона зустрічалася з власником нічного клубу Лас-Вегаса Саєм Уейтсом. 
У період з 2012 до 2014 року вона зустрічалася з іспанською моделлю, Рівером Війпері, а з 2015 по 2016 рік — з бізнесменом, Томасом Гроссом.
У січні 2018 року актор Кріс Зілка зробив пропозицію Гілтон і подарував їй обручку вартістю 2 мільйони доларів під час відпустки в Аспені, після року знайомства. У березні 2018 приїхала із Крісом Зилкою до Львова, де в якості діджейки проводила дискотеки та відкрила «Гранд-Готель» після реконструкції. У листопаді 2018 розірвали заручини.
17 лютого 2020 оголосила про заручини з Картером Реумом, власником бренду  преміум-парфуму VEEV Spirits (з братом), автором книг із підприємництва. У листопаді 2020 у маєтку Бель-Ейр відбулося триденне весілля . 
Захоплюється йогою, тенісом і дизайном сумок.
Відповідно до даних журналу Forbes, дохід Періс Гілтон у 2003-2004 роках становив 2 мільйони доларів, у 2004-2005 роках — 6,5 мільйонів доларів, у 2005-2006 роках — 7 млн доларів, у 2006-2007 роках — 8,3 млн доларів. 
У січні 2025 року сталося повномоштабна пожежа у Каліфорнії від якого згорів будинок зірки.

## Проблеми із законом
У вересні 2006 року Гілтон була заарештована за підозрою у водінні у нетверезому стані. На суді вона визнала себе винною і була засуджена до штрафу 1500 доларів, а також їй було призначено випробувальний термін 36 місяців. 
У січні 2007 року Гілтон була затримана за водіння з анульованими правами, у лютому 2007 року — за перевищення швидкості та їзду з вимкненими фарами у темний час доби. У результаті справу Гілтон знову передали до суду. 4 травня 2007 року Гілтон була визнана винною у порушенні умов випробувального терміну, і засуджена до 45-денного ув'язнення. Відповідно до рішення суду Гілтон мала з'явитися до лос-анджелеської в'язниці Twin Towers Correctional Facility не пізніше 5 червня 2007 року для початку відбування терміну. 3 червня 2007 року об 11:38 після відвідування церемонії вручення кінонагород MTV, Гілтон у супроводі родичів була доставлена до в'язниці. 7 червня 2007 року, у зв'язку з погіршенням здоров'я Гілтон, шериф округу Лос-Анджелес Лі Бака підписав розпорядження про заміну початкового покарання на 40 днів домашнього арешту. Наступного дня, 8 червня, відбулося судове засідання, на якому суддя Майкл Сауер вважав, що вагомих причин для заміни покарання немає, і наказав Гілтон повернутися до виправної установи для відбування початкового терміну. 26 червня 2007 року о 00:15 Гілтон вийшла на волю, відсидівши у в'язниці загалом 23 дні, тобто половину первісного терміну.

## Дискографія
- Paris (2006)
- Infinite Icon (2024)

## Фільмографія
| Рік  |    | Українська назва                      | Оригінальна назва                    | Роль                                          |
| ---- | -- | ------------------------------------- | ------------------------------------ | --------------------------------------------- |
| 2017 | с  | Пришестя любові                       | Love Advent                          | 1 епізод                                      |
| 2013 | ф  | Елітне суспільство                    | The Bling Ring                       |                                               |
| 2010 | мф | Пес, який врятував Різдво (телефільм) | The Dog Who Saved Christmas Vacation | Белла (голос)                                 |
| 2009 | с  | Надприродне                           | Supernatural                         | Лєший-лісовик (епізод 5.05 «Занепалі кумири») |
| 2009 | тф | Рекс                                  | Rex                                  |                                               |
| 2008 | ф  | Ріпо! Генетична опера                 | Repo! The Genetic Opera              | Кармела Ларго/Ембер Світ                      |
| 2008 | ф  | Красуня і страховисько                | The Hottie & the Nottie              | Крістабель Еббот                              |
| 2007 | ф  | Історії США                           | Stories USA                          | Седі (розділ «Лицарі Лос-Анджелеса»)          |
| 2006 | ф  | Блондинка в шоколаді                  | Pledge This!                         | Вікторія Інгліш                               |
| 2006 | в  | Пий до дна                            | Bottoms Up (Video)                   | Ліза Манчіні                                  |
| 2005 | ф  | Будинок воскових фігур                | House of Wax                         | Пейдж Едвардс                                 |
| 2005 | с  | Американські мрії                     | American Dreams                      | Барбара Іден (1 епізод)                       |
| 2004 | с  | Вероніка Марс                         | Veronica Mars                        | Кейтлін Форд (1 епізод)                       |
| 2004 | ф  | Модна матуся                          | Raising Helen                        | Ембер                                         |
| 2004 | с  | Чужа сім'я                            | The O.C.                             | Кейт (1 епізод)                               |
| 2004 | в  | Одна ніч у Періс (порно)              | 1 Night in Paris                     |                                               |
| 2004 | с  | Джордж Лопес                          | George Lopez                         | Ешлі / Лорейн (1 епізод)                      |
| 2004 | с  | Лас-Вегас                             | Las Vegas                            | Медісон (1 епізод)                            |
| 2004 | ф  | Побачення з зіркою                    | Win a Date with Tad Hamilton!        | Гізер (не вказана в титрах)                   |
| 2004 | в  | Гіллз                                 | The Hillz                            | Гізер Сміт                                    |
| 2003 | ф  | Кіт                                   | The Cat in the Hat                   | завсідниця жіночого клубу                     |
| 2003 | ф  | Авеню Вандерленд                      | Wonderland                           | Барбі                                         |
| 2003 | ф  | Полі Шор мертвий                      | Pauly Shore Is Dead                  |                                               |
| 2002 | в  | Дев'ять життів                        | Nine Lives                           | Джо                                           |
| 2002 | ф  |                                       | Sweetie Pie                          |                                               |
| 2001 | ф  | Зразковий самець                      | Zoolander                            | камео                                         |
| 1992 | ф  | Джинн без пляшки                      | Wishman                              | дівчина на пляжі                              |

### Відеокліпи, короткометражні фільми
| Рік  |    | Українська назва    | Оригінальна назва                        | Роль    |
| ---- | -- | ------------------- | ---------------------------------------- | ------- |
| 2018 | кф |                     | Staramba.com — Paris Hilton Commercial   |         |
| 2018 | кф |                     | Paris Hilton: I Need You                 |         |
| 2017 | кф |                     | Kim Petras: I Don't Want It at All       |         |
| 2017 | кф |                     | Demi Lovato: Sorry Not Sorry (відео)     |         |
| 2015 | кф |                     | Paris Hilton: High Off My Love           |         |
| 2014 | кф |                     | Paris Hilton: Come Alive                 |         |
| 2014 | кф |                     | Paris Hilton: Never Be Alone             |         |
| 2013 | кф |                     | Paris Hilton Feat. Lil' Wayne: Good Time |         |
| 2013 | кф |                     | Rich Gang: Tapout                        |         |
| 2012 | кф |                     | Paris Hilton: Drunk Text                 |         |
| 2010 | кф |                     | Be Magazine — Paris Hilton               |         |
| 2010 | кф |                     | SuperMartxé VIP Paris Hilton             |         |
| 2008 | кф |                     | Paris Hilton: Paris for President        |         |
| 2008 | кф |                     | Paris Hilton Responds to McCain Ad       |         |
| 2006 | кф |                     | Paris Hilton: Nothing in This World      | сусідка |
| 2006 | кф |                     | Paris Hilton: Jealousy                   |         |
| 2006 | кф |                     | Paris Hilton: Stars Are Blind            |         |
| 2005 | кф |                     | Carl's Jr: Paris Hilton Commercial       |         |
| 2004 | кф |                     | Won-G: Caught Up in the Rapture          |         |
| 2004 | кф |                     | Емінем: Just Lose It (відеокліп)         |         |
| 2003 | кф | Лицарі Лос-Анжелеса | L.A. Knights                             | Седі    |